# Dicranomyia weschei
Dicranomyia weschei är en tvåvingeart som beskrevs av Edwards 1923. Dicranomyia weschei ingår i släktet Dicranomyia och familjen småharkrankar. Inga underarter finns listade i Catalogue of Life.